# Taula auxiliar
Una taula auxiliar o vetllador és una taula petita, sovint circular utilitari o per als exemplars luxosus recolza en una o més columnes o escultura humana o figures mitològiques. Ja n'hi ha exemplars trobats a les excavacions de Pompeia a Itàlia. Segons la moda, recolzava en una figura humana africana, de la mitologia greco-romana o egipciana. En la restauració significa una petita taula que que es porta a costat de la taula, per fer el toc final com ara flamejar, netejar un peix… Això és diu també servei a la russa. En el mobiliar domèstic serveix per posar un luminari, un candelabre, els gots, canapès…
N'existeixen de molt senzills, merament utilitàries i també edicions de luxe, que fan servir fusta noble, or i argent, esmalt, figures de bronze etc.

## Galleria
- Taula auxiliar amb cadira dissenyades per Martin Szekely (1983)
- Exemplar de la Casa Blanca devers 1810. Disseny Charles-Honoré Lannuier[5]
- Taula de bronze de les excavacions de Pompeia
- Exemplar de marqueteria de banús i aram
- Disseny de Josep Maria Jujol i Gibert  (1923
- Sèrie de tres taules niu en estil rústic neerlandès